# Amannus pectoralis
Amannus pectoralis là một loài bọ cánh cứng trong họ Cerambycidae.